# Hoekige schijfhoren
De hoekige schijfhoren (Menetus dilatatus) is een slakkensoort uit de familie van de Planorbidae. De wetenschappelijke naam van de soort werd in 1841 voor het eerst geldig gepubliceerd door Augustus Addison Gould.